# Goleba
Goleba is een geslacht van spinnen uit de familie springspinnen (Salticidae).

## Soorten
De volgende soorten zijn bij het geslacht ingedeeld:
- Goleba jocquei Szüts, 2001
- Goleba lyra Maddison & Zhang, 2006
- Goleba pallens (Blackwall, 1877)
- Goleba puella (Simon, 1885)
- Goleba punctata (Peckham & Wheeler, 1889)